# Ceterum censeo Carthaginem esse delendam

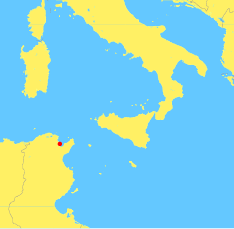
Położenie Kartaginy w Afryce

Ceterum censeo Carthaginem esse delendam (łac. „A poza tym sądzę, że Kartaginę należy zniszczyć”) – łacińskie wezwanie w republice rzymskiej z ostatnich lat wojen punickich (264–146 r. p.n.e.).

## Historia
Chociaż Rzymianie odnieśli sukces w czasie dwóch pierwszych wojen punickich, to w czasie rywalizacji z fenickim miastem-państwem Kartaginą (w dzisiejszej Tunezji) o dominację nad północną Afryką ponieśli kilka upokarzających i przynoszących ujmę porażek. Spowodowało to chęć szukania zemsty i odniesienia całkowitego zwycięstwa, które Katon wyrażał zdaniem A poza tym sądzę, że Kartaginę należy zniszczyć. Uważał on, że Rzymianie nigdy nie będą mieli poczucia bezpieczeństwa i wolności, dopóki Kartagina nie zostanie unicestwiona. Diametralnie różne stanowisko prezentował Publiusz Korneliusz Scypion Nazyka Korkulum.
Chociaż żadne starożytne źródła nie podają dokładnie słów w taki sposób, jak to czyni się dzisiaj, można je wywnioskować z kilku starożytnych tekstów, w których mówca i polityk rzymski Kato Starszy zawsze kończył swoje mowy tym zdaniem, nawet jeśli nie dotyczyły one Kartaginy. Wypowiedź przekazano w greckiej formie jedynie u Plutarcha – Δοκεῖ δέ μοι καὶ Καρχηδόνα μὴ εἶναι.
Nastawienie na wojnę totalną przeciw Kartaginie przyczyniło się do całkowitego zniszczenia miasta na końcu III wojny punickiej. Teren, który zajmowało miasto, został zaorany, a mieszkańcy zostali sprzedani w niewolę. Historycy debatują nad tym, czy pola zostały również posypane solą, by nic na nich nie wyrosło.
Gramatycznie konieczność jest wyrażona przy pomocy gerundivum (participium futuri passivi) z formą czasownika esse („być”) – składnia coniugatio periphrastica passiva (koniugacja omowna bierna).

## Użycie współczesne
Fraza jest obecnie stosowana na określenie wojny totalnej i została użyta jako tytuł sztuki Alana Wilkinsa z 2007 na temat III wojny punickiej.
Parafrazę słów Katona Starszego często stosował poseł do Parlamentu Europejskiego VIII kadencji, Janusz Korwin-Mikke na zakończenie swoich wypowiedzi. Brzmiała ona „A poza tym sądzę, że Unia Europejska powinna zostać zniszczona”.